# Julius Frauenstädt
Julius Frauenstädt   (Bojanowo, 17 d'abril de 1813 - Berlín, 13 de gener de 1879) fou un filòsof alemany.
Estudià filosofia i teologia a Berlín, en la qual hi fou iniciat pels hegelians; desitjava dedicar-se al professorat oficial, però una malaltia de la vista li ho impedí i per atendre a la seva subsistència tingué d'acceptar una plaça de preceptor a casa de l'ambaixador rus baró de Meyendorff (1841) i més tard del príncep de Sayn-Wittgenstein (1844), al que acompanyà en les seves possessions de Vilnius a Lituània, i posteriorment a Frankfurt. Durant el temps lliure que aquesta feina li deixava, llegí les obres dels seus contemporanis i redactà alguns escrits. Les seves primeres obres, d'assumpte teològic quasi totes, i inspirades en la filosofia d'Hegel, són: Die Freiheit des Menschen und die Persönlichkeit Gottes (Berlín, 1838); Die Menschenwerdung Gottes nach ihrer Möglichkeit, Wirklichkeit und Nothwendigkeit (Múnic, 1839), amb especial referència a les doctrines de D. F. Strauss, C. F. Göschel i F. v. Schiller; Studien und Kritiken zur Theologie und Philosophie (Berlín, 1840);  Schelling's und Vorlesungen in berlín (Berlín, 1842), exposició i crítica de les idees fonamentals de la filosofia de F. Schelling; Ueber das wahre Verhältniss der Vernunft zur Offenbarung (Darmstadt, 1848).
Durant l'hivern de 1846/47 conegué a Frankfurt Arthur Schopenhauer, amb el qual s'uní en estreta amistat durant tota la seva vida, i les idees del qual acceptà, amb algunes modificacions originals. El mateix Schopenhauer l'anomenà el seu <campió infatigable> i l'instituí hereu dels seus escrits. Sota la influència d'aquesta paradoxal pensador escriví Aesthetische Fragen (Dessau, 1853)); Die Naturwissenschaft in ihrem Einfluss auf Poesie, religion, Moral und Philosophie (Leipzig, 1855); Ueber den Materialismus. Seine Wahrkeit und sein Irrium (Leipzig, 1856); replica a L. Büchner; Briefe über die natürliche Religion (Leipzig, 1858); das sittliche Leben, estudis d'ètica (Leipzig, 1866); Der Materialismus und antimaterialistichen Bestrebungen der Gegenwart, a Unsere Zeit (1867) i Blicke in die intellektuelle, physische und moralische Welt (Leipzig, 1869).
Contribuí a divulgar la filosofia de Schopenhauer publicant Briefe über die Shopenhauer'sche Philosophie (Leipzig, 1854) i una nova sèrie (Leipzig, 1876); Memorabilien, Briefe und Nachlasstucke, junt amb Ernst Otto Lindner, que comprèn dues parts, Ein Wort der Vorteidigung i Vom ihm, über ihm (Berlín, 1863); un Schopenhauers-Lexikon (Leipzig, 1876); A. Schopenhauer: Lich strahlen aus seinen. Werken. Mit einer Biographie und Charakteristik (Leipzig, 1862; 7.ª ed., 1891), i diverses edicions d'obres de Schopenhauer. Per encàrrec i segons el pla del mateix Schopenhauer preparà la primera edició completa de les seves Obres que veieren la llum a Leipzig (1873/74; 5.ª ed., 1916).
A Frauenstädt se li deu gran part d'haver-se despertat l'interès per la filosofia de Schopenhauer. Devot fidel del seu mestre, contribuí a difondre l'esperit de la seva doctrina, però rectificà punts essencial de la mateixa. Preferia els afers religiosos i es mostrava més sever que Schopenhauer vers el materialisme. Conservava el voluntarisme, però lluny de confondre la voluntat animal amb la humana, les distingia, anomenant inferior a la primera i superior a la segona. Sense acceptar plenament l'optimisme, tractava de cercar una solució inter mitja entre aquest i el pessimisme, els resultats del qual repugnaven el seu temperament conciliador.
D'una manera anàloga a com el seu mestre oposava les dues critiques de I. Kant, Frauenstädt sosté que el llibre segon de El món com a voluntat i com a representació destruïa l'idealisme del primer. estima que les idees són la verdadera manifestació de la voluntat i que no poden ser pur fenomen o aparença des del moment en què obren com motius de determinació; així l'idealisme, segons el qual el món és la meva representació, es converteix en un monisme realista, és a dir, en un sistema si unitari, perquè tot depèn d'un principi, però aquest principi actua de forma distinta segons l'esfera de la realitat en què es mou.